# Saint-Martin-du-Vieux-Bellême
Saint-Martin-du-Vieux-Bellême ist eine französische Gemeinde mit 540 Einwohnern (Stand 1. Januar 2022) im Département Orne in der Region Normandie.

## Lage
Die Gemeinde Saint-Martin-du-Vieux-Bellême liegt in der Hügellandschaft Le Perche im Regionalen Naturpark Perche am Oberlauf des Flusses Même zu Füßen des auf einem Hügel liegenden Städtchens Bellême. Von Bellême aus gesehen hinter Saint-Martin beginnt der Bois-du-Bellême, eines der größten zusammenhängenden Waldgebiete in der Normandie. In Saint-Martin sind aus diesem Grund noch heute einige Sägewerke angesiedelt.

## Bevölkerungsentwicklung
| Jahr                       | 1962 | 1968 | 1975 | 1982 | 1990 | 1999 | 2006 | 2013 | 2021 |
| -------------------------- | ---- | ---- | ---- | ---- | ---- | ---- | ---- | ---- | ---- |
| Einwohner                  | 727  | 685  | 603  | 584  | 629  | 653  | 635  | 593  | 646  |
| Quellen: Cassini und INSEE |      |      |      |      |      |      |      |      |      |

## Sehenswürdigkeiten

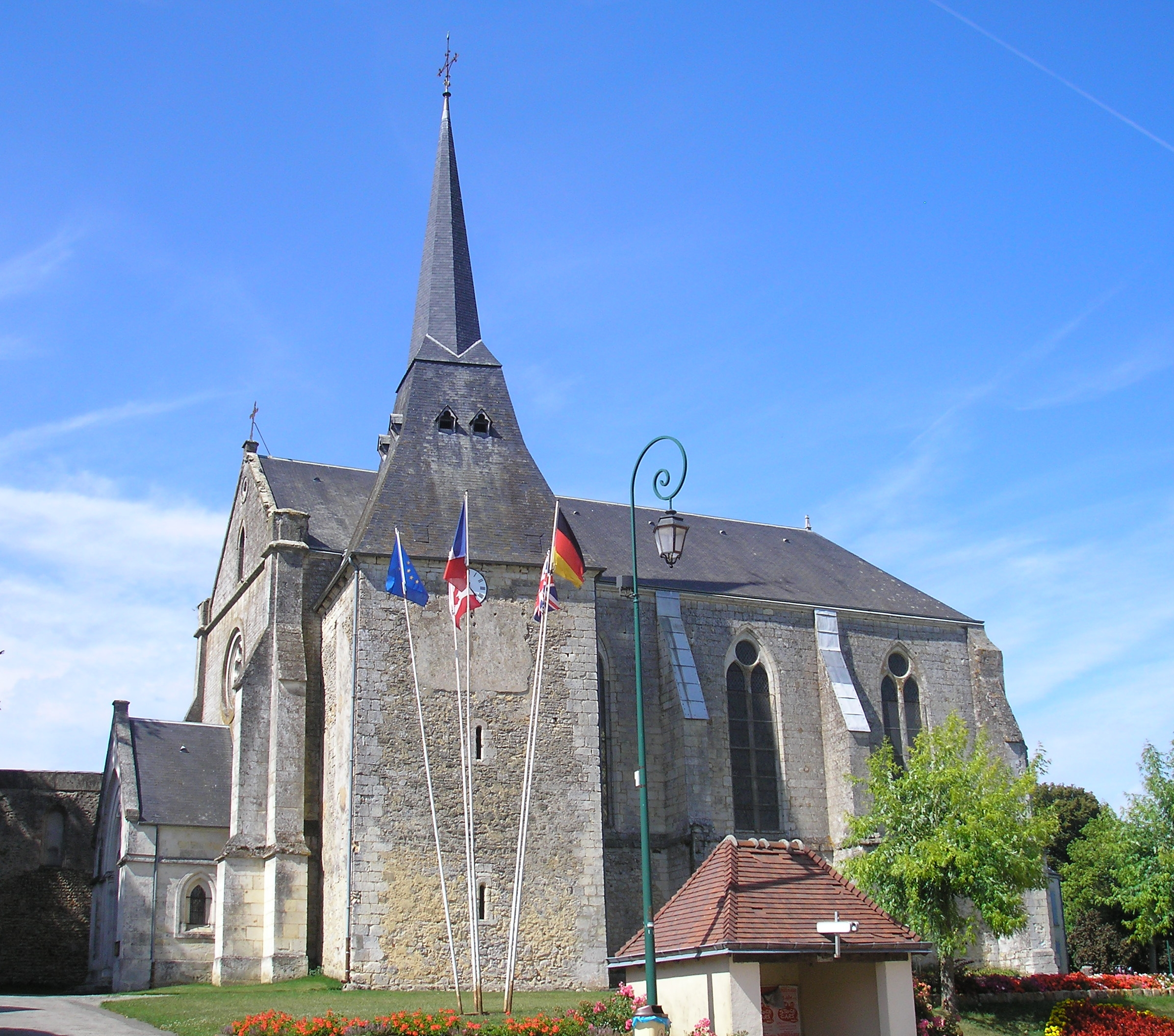
Kirche Saint-Martin

- Kirche Saint-Martin